# پرفلوئورواکتان
پرفلوئورواکتان (به انگلیسی: Perfluorooctane) با فرمول شیمیایی C۸F۱۸ یک ترکیب شیمیایی با شناسه پاب‌کم ۹۳۸۷ است. که جرم مولی آن ۴۳۸٫۰۶ g/mol می‌باشد. 